# Municipio de Londres
Los municipios de Londres (en inglés London borough) es un tipo de distrito inglés, existente en la región del Gran Londres. Hay un total de treinta y dos municipios; de ellos doce más la City de Londres constituyen el Londres interior, mientras que otros veinte constituyen el Londres exterior.
Westminster, denominada Ciudad de Westminster, posee además el estatus de ciudad, mientras que Greenwich, Kingston upon Thames y Kensington y Chelsea poseen el estatus de municipios reales.

## Funciones
Los municipios de Londres son administrados por los Concejos Municipales de Londres, que son elegidos cada cuatro años. Los municipios son las principales autoridades locales en Londres y son responsables de la gestión de la mayoría de los servicios en sus áreas correspondientes, como escuelas, servicios sociales, recogida de basuras y carreteras. Algunos servicios colectivos de Londres son dirigidos por la Autoridad del Gran Londres, y algunos servicios y presiones del gobierno se unen dentro de los Concejos de Londres. Algunos concejos de los municipios de Londres también se agrupan conjuntamente para tales servicios como la recogida de basuras y su eliminación, por ejemplo: la Autoridad de Basuras de Londres del Oeste. Los municipios de Londres son distritos de gobierno local y poseen funciones similares a los municipios metropolitanos. Cada municipio londinense es una Autoridad Local de Educación. Hasta 1990 los municipios del Londres interior eran suministrados y servidos por una LEA (London Education Authority o Autoridad de Educación de Londres) compartida, la Autoridad de Educación del Londres interior.

## Mapa
| #  | Municipio            | Superficie (en km²) | Población (censo de 2001) |
| -- | -------------------- | ------------------- | ------------------------- |
| 1  | Ciudad de Londres    | 2,9                 | 7185                      |
| 2  | Westminster          | 21,48               | 181 286                   |
| 3  | Kensington y Chelsea | 12,13               | 158 919                   |
| 4  | Hammersmith y Fulham | 16,4                | 165 242                   |
| 5  | Wandsworth           | 34,26               | 260 380                   |
| 6  | Lambeth              | 26,82               | 266 169                   |
| 7  | Southwark            | 28,85               | 244 866                   |
| 8  | Tower Hamlets        | 19,77               | 196 106                   |
| 9  | Hackney              | 19,06               | 202 824                   |
| 10 | Islington            | 14,86               | 175 797                   |
| 11 | Camden               | 21,8                | 198 020                   |
| 12 | Brent                | 43,23               | 263 464                   |
| 13 | Ealing               | 55,53               | 300 948                   |
| 14 | Hounslow             | 55,98               | 212 341                   |
| 15 | Richmond upon Thames | 57,42               | 172 335                   |
| 16 | Kingston upon Thames | 37,25               | 147 273                   |
| 17 | Merton               | 37,61               | 187 908                   |
| 18 | Sutton               | 43,85               | 179 768                   |
| 19 | Croydon              | 86,52               | 330 587                   |
| 20 | Bromley              | 150,15              | 295 532                   |
| 21 | Lewisham             | 35,15               | 248 922                   |
| 22 | Greenwich            | 47,35               | 214 403                   |
| 23 | Bexley               | 60,56               | 218 307                   |
| 24 | Havering             | 112,27              | 224 248                   |
| 25 | Barking y Dagenham   | 36,09               | 163 944                   |
| 26 | Redbridge            | 56,41               | 238 635                   |
| 27 | Newham               | 36,22               | 243 891                   |
| 28 | Waltham Forest       | 38,81               | 218 341                   |
| 29 | Haringey             | 29,59               | 216 507                   |
| 30 | Enfield              | 80,83               | 273 559                   |
| 31 | Barnet               | 86,74               | 314 564                   |
| 32 | Harrow               | 50,47               | 206 814                   |
| 33 | Hillingdon           | 115,7               | 243 006                   |

## Historia
Los presentes municipios londinenses fueron creados por la Ley del Gobierno de Londres de 1963. Entraron en vigor el 1 de abril de 1965 con la creación del Gran Londres. Las primeras elecciones de los municipios de Londres habían tenido lugar en 1964 con los recién elegidos concejales actuando como autoridades «en la sombra» antes de recibir poderes el siguiente año.
Tenían una autoridad mayor que los municipios metropolitanos del Londres interior y sus vecinos distritos urbanos y localidades municipales, a los que reemplazaron en su mayoría, pero menos poder que los tres municipios condales de Croydon, Ham del Oeste y Ham del Este, que dejaron de existir al mismo tiempo. 
Entre 1965 y 1986 los municipios de Londres formaban parte de un sistema biescalonado de gobierno y compartían el poder con el Concejo del Gran Londres. Sin embargo, el 1 de abril de 1986, el Concejo del Gran Londres fue abolido, los municipios londinenses heredaron la mayoría de sus funciones y entraron en efecto autoridades unitarias (combinando funciones tando de condado como de municipio). Desde la creación en 2000 de una nueva Autoridad del Gran Londres, cubriendo el área del antiguo Concejo del Gran Londres, pero con funciones más limitadas, los municipios tienen ahora funciones intermedias entre aquellos de autoridades unitarias inglesas y distritos no metropolitanos dentro de los condados no metropolitanos. 
La Ciudad de Londres es administrada por un cuerpo propio: la Corporación de la Ciudad de Londres, que precede a los municipios de Londres.

## Antiguas autoridades
Londres interior:
- Camden: Hampstead (11a), St. Pancras (11b) y Holborn (11c).
- Greenwich: Greenwich (22a) y Woolwich (part) (22b).
- Hackney: Hackney (9a),  Shoreditch (9b) y Stoke Newington (9c).
- Hammersmith: Hammersmith (4a) y Fulham (4b).
- Islington: Islington (10a) y Finsbury (10b).
- Kensington and Chelsea: Kensington (3a) y Chelsea (3b).
- Lambeth: Lambeth (6a) y Wandsworth (part) (6b).
- Lewisham: Lewisham (21a) y Deptford (21b).
- Southwark: Bermondsey (7b), Camberwell (7c) y Southwark (7a).
- Tower Hamlets: Bethnal Green (8a), Poplar (8c) y Stepney (8b).
- Wandsworth: Battersea (5b) y parte de Wandsworth (5a).
- Westminster: Paddington (2c), St Marylebone (2b) y Westminster (2a).

Londres exterior:
- Barking: parte de Barking (25a) y parte de Dagenham (25b).
- Barnet: Barnet (31a), East Barnet (31b), Finchley (31d), Hendon (31c) y Friern Barnet (31e).
- Bexley: Bexley (23b), Erith (23a), Crayford (23c) y parte de Chislehurst and Sidcup (23d).
- Brent: Wembley (12a) y Willesden (12b).
- Bromley: Bromley (20c), Beckenham (20b), Orpington (20e), Penge (20a) y parte de Chislehurst and Sidcup (20d).
- Croydon: Croydon (19a) y Coulsdon and Purley (19b).
- Ealing: Acton (13b), Ealing (13a) y Southall (13c).
- Enfield: Edmonton (30c), Enfield (30a) y Southgate (30b).
- Haringey: Hornsey (29b), Tottenham (29c) y Wood Green (29a).
- Harrow: Harrow (32).
- Havering: Romford (24a) y Hornchurch (24b).
- Hillingdon: Hayes and Harlington (33c), Ruislip Northwood (33b), Uxbridge (33a) y Yiewsley and West Drayton (33d).
- Hounslow: Brentford and Chiswick (14c), Feltham (14a) y Heston and Isleworth (14b).
- Kingston upon Thames: Kingston upon Thames (16a), Malden and Coombe (16b) y Surbiton (16c).
- Merton: Mitcham (17c), Merton and Morden (17b) y Wimbledon (17a).
- Newham: West Ham (27a), East Ham (27b), parte de Barking (27c) y  parte de Woolwich (27d).
- Redbridge: Ilford (26a), Wanstead and Woodford (26b), parte de Dagenham (26c) y parte de Chigwell (26d).
- Richmond upon Thames: Barnes (15a), Richmond (15b) y Twickenham (15c).
- Sutton: Beddington (18c), Carshalton (18b) y Sutton and Cheam (18a).
- Waltham Forest: Chingford (28a), Leyton (28c) y Walthamstow (28b).